# Холандија на Летњим олимпијским играма 2016.
Холандија је учествовала на Летњим олимпијским играма 2016. које су одржане у Рио де Жанеиру у Бразилу од 5. до 21. августа 2016. године. Олимпијски комитет Холандије послао је 242 квалификованих спортиста у двадесет три спорта. Освојено је деветнаест медаља од тога осам златних. Највише медаља донели су бициклисти.

## Освајачи медаља

### Злато
- Ана ван дер Бреген — Бициклизам, друмска трка
- Мајке Хеад, Илсе Паулис — Веслање, лаки дубл скул
- Елис Лигтле — Бициклизам, кеирин
- Дориан ван Рејселберге — Једрење, даска
- Шарон ван Раувендал — Пливање, 10 км маратон
- Сане Веверс — Гимнастика, греда
- Фери Вертман — Пливање, 10 км маратон
- Марит Бауместер — Једрење, ласер радиал

### Сребро
- Том Думулен — Бициклизам, хронометар
- Шантал Ахтерберг, Никол Бјокерс, Инге Јансен, Карлин Бау — Веслање, четверац скул
- Матејс Бјухли — Бициклизам, кеирин
- Дафне Схиперс — Атлетика, 200 м
- Јеле ван Горком — Бициклизам, BMX
- Наоми ван Ас, Вилемејн Бос, Карлин Дирксе ван дер Хјовел, Маргот ван Гефен, Ева де Гуде, Елен Хог, Кели Јонкер, Марлус Кетелс, Лаурин Лјоринк, Каја ван Масакер, Кити ван Мале, Мартје Паумен, Џојс Сомбрук, Марија Версхорен, Ксан де Вард, Лидевеј Велтен — Хокеј на трави, женска репрезентација
- Наухка Фонтејн — Бокс, средња категорија

### Бронза
- Аника ван Емден — Џудо, до 63 кг
- Ана ван дер Бреген — Бициклизам, хронометар
- Дирк Ејтенбогард, Боаз Мејлинк, Кај Хендрикс, Будевејн Роел, Оливир Сигелар, Тони Витен, Мехил Верслјојс, Роберт Лјукен, Петер Вирсум — Веслање, осмерац
- Александер Брауер, Роберт Меувсен — Одбојка на песку, мушки турнир

## Учесници по спортовима
| Спорт            | Мушкарци | Жене | Укупно |
| ---------------- | -------- | ---- | ------ |
| Атлетика         | 11       | 21   | 32     |
| Бадминтон        | 1        | 2    | 3      |
| Бициклизам       | 16       | 10   | 26     |
| Бокс             | 2        | 1    | 3      |
| Веслање          | 19       | 17   | 36     |
| Гимнастика       | 5        | 5    | 10     |
| Голф             | 1        | 0    | 1      |
| Једрење          | 4        | 7    | 11     |
| Коњички спорт    | 9        | 3    | 12     |
| Мачевање         | 1        | 0    | 1      |
| Пливање          | 7        | 10   | 17     |
| Одбојка          | 0        | 12   | 12     |
| Одбојка на песку | 4        | 4    | 8      |
| Рвање            | 0        | 1    | 1      |
| Рукомет          | 0        | 14   | 14     |
| Скокови у воду   | 0        | 1    | 1      |
| Стони тенис      | 0        | 3    | 3      |
| Стреличарств     | 3        | 0    | 0      |
| Тековондо        | 0        | 1    | 1      |
| Тенис            | 2        | 1    | 3      |
| Триатлон         | 0        | 1    | 1      |
| Хокеј на трави   | 16       | 16   | 32     |
| Џудо             | 6        | 5    | 11     |
| 23 спорта        | 107      | 135  | 242    |